# Прикарпатская Русь
«Прикарпатская Русь» — щоденна політична, громадська та літературна газета москвофільського напряму, орган «Русской народной организации в Галичине» — культурно-політичного об'єднання «москвофілів-новокурсників», які протистояли українському національному рухові, обстоювали тезу про національно-культурну єдність російського («русского») народу від Карпат до Далекого Сходу та політично орієнтувалися на Російську імперію. 
Видавалася з 29 (16) вересня 1909 у Львові російською мовою за негласної фінансової підтримки (14 тис. карбованців на рік напередодні Першої світової війни) російського уряду, який фінансував при посередництві «Галицко-русского благотворительного общества» в Санкт-Петербурзі діяльність русофільських організацій у межах Австро-Угорщини. Видавець — «Русское издательское общество во Львове». Редактори — Іван Гриневецький (1909—1910), Семен Лабенський (1910—1914). 
Із початком Першої світової війни закрита. Відновлена 23 (10) серпня 1914 в Києві як тимчасовий щотижневий орган «Карпато-русского освободительного комитета» (два номери вийшли в Києві, один — у Бродах, редактор — С. Лабенський). 
У період з 25 (12) вересня 1914 по червень 1915 (в умовах російської окупації) знову щоденно виходила у Львові як орган «Русской народной организации» (редактори — М. Гнатишак та Ю. Яворський, із 6 листопада (24 жовтня) 1914 — одноосібно останній), на що отримувала від російського уряду щомісячну пряму субсидію в розмірі 5 тис. рублів. 
Після відступу російськиз військ із Львова у липні—серпні 1915 щоденно видавалася в Києві під редакцією Ю. Яворського. 
Під час польсько-української війни, коли в обложеному українськими військами Львові діяла польська влада, видання «Прикарпатской Руси» було відновлено в місті 25 грудня 1918. Виходила до 12 вересня 1921 — як орган «Русского исполнительного комитета во Львове», редактор-видавець — К. Вальницький.